# 부남
부남(扶南) 또는 푸난(중국어: 扶南 푸난[*], 크메르어: ហ៊្វូណន 푸난)은 1세기부터 6세기에 걸쳐 메콩강 하류 지역에 발흥한 고대 캄보디아 왕국이다.

## 개요
푸난은 기원후 1세기 무렵에 세워진 것으로 추정되고 있다. 이 지역에서는 기원전 4세기부터 인류의 정착이 발견된다. 3세기 무렵에 중국의 역사서(후한서, 진서 등)에 동 시대의 동남아시아의 국가로서 그 이름이 나와 있다. 또 인도차이나 반도에서는 1세기 무렵부터 인도 문화가 전해져, 푸난도 그 문화적 영향을 강하게 받고 있었다.
푸난은 하나의 집권적 국가가 아니라, 여러 도시국가들의 연맹 형태일 가능성이 높다. 이들은 때로는 서로 전쟁하고 때로는 정치적 공동체를 형성하곤 했다. 그 영역은 현재의 캄보디아, 베트남 남부 뿐 아니라 라오스와 태국, 미얀마의 일부도 포함했으며, 말레이 반도까지 진출하기도 하였다. 초기에는 브야드하푸라(현재의 프레이벵 주)에 도읍하였으나, 나중에 옥에오(현재의 안장 성, Óc Eo)로 천도한다.
힌두교가 전래되면서 많은 인도인이 관료로 채용되어 산스크리트어가 법률 용어로 사용되었다. 즉 프놈은 전형적인 인도차이나 반도의 국가답게 인도와 중국 양국의 영향을 받은 국가였다고 할 수 있다. 실제로 푸난은 인도, 중국 간의 해상 교역 루트의 중계지로 번창해 특히 샴만에 접한 외항 오케오에는 교역에 의한 상품과 배후지로부터 온 집산물이 집적되어 활황을 이루었을 것이라고 추측된다.

## 역사

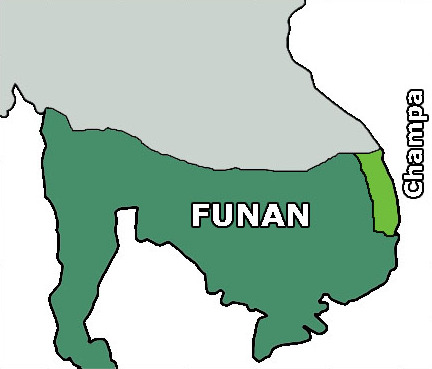
프놈 왕국의 최대 강역

### 건국 설화
사료에 남아있는 프놈의 설화에 따르면, 토지의 신으로 숭배되는 나가(naga)신의 딸인 소마(Soma, 柳葉)라는 여왕이 지배하고 있던 푸난에 서쪽(인도 혹은 말레이 반도)의 브라만 카운디냐(Koundinya, 混塡)가 도래한다. 카운디냐는 꿈속에서 만난 신인의 계시로 신궁(神弓)을 얻고, 무리를 이끌고 동쪽으로 항해하여 소마의 땅에 이르렀는데, 소마의 군대와 전투가 벌어졌으나 카운디냐가 소마의 배를 신궁으로 쏘아 맞추자 소마는 놀라서 항복했다고 한다. 카운디냐는 소마를 아내로 맞이하고 왕이 되어 푸난을 세웠다고 한다. 인도계가 계속 왕위계승을 하였으며 정확한 계승순서는 전해지지 않는다. 왕들은 '-varman'이라는 칭호를 사용했는데 산스크리트어로 수호자란 의미를 가지고 있다.

### 전성기
푸난 왕국은 3세기 초 판 시만 왕의 통치 하에 최대 영토를 이룬다. 그 강역은 남쪽으로는 말레이시아, 서쪽으로는 미얀마에 이른다. 판 시만은 함대를 양성하고 관료조직을 개편하여 동남아시아의 강력한 해상 왕국을 완성한다.

### 멸망
해상무역으로 번성했던 푸난은 5세기부터 쇠퇴하기 시작한다. 이는 4세기 경, 중국인들이 동남아 무역에 적극적으로 참여하면서 중계무역지로서의 푸난의 위상이 흔들린 것에 기인한다. 한편, 푸난의 속국이었던 첸라는 점차 강대해져 결국 5세기 중엽 내란으로 약해진 푸난을 공격하여 멸망시킨다.

## 민족
푸난의 민족은 흔히 몬크메르계로 생각되었지만, 최근에는 오스트로네시아계로 추정되고 있다. 캄보디아인들은 티베트에서 내려온 몬크메르어계이므로 푸난의 민족이 캄보디아의 선조라고 단정하기는 아직 힘들다. 학자들은 푸난은 현재 캄보디아의 영역에 있지만, 민족은 말레이계의 선주민이었다고 판단하고 있다.

## 같이 보기
- 캄보디아의 역사
- 5세기의 정치적 국가 목록